# El Pedró (Alpens)
El Pedró és una muntanya de 957 metres que es troba al municipi d'Alpens, a la comarca del Lluçanès.